# Paradysderina loreto
Espèce
Paradysderina loreto est une espèce d'araignées aranéomorphes de la famille des Oonopidae.

## Distribution
Cette espèce se rencontre au Pérou dans la région de Loreto et au Brésil à Igarapé Belém en Amazonas,.

## Description
Le mâle holotype mesure 2,11 mm et la femelle 2,27 mm.

## Étymologie
Cette espèce est nommée en référence au lieu de sa découverte, la région de Loreto.

## Publication originale
- Platnick & Dupérré, 2011 : The Andean goblin spiders of the new genera Paradysderina and Semidysderina (Araneae, Oonopidae). Bulletin of the American Museum of Natural History, no 364, p. 1-121 (texte intégral).